# Pittore di Analatos
Pittore di Analatos (fl. VII secolo a.C.) è il nome convenzionale assegnato ad un ceramografo, attivo in Attica nel primo quarto del VII secolo a.C..
Primo e maggiore esponente dello stile protoattico antico (710-675 a.C.), sviluppatosi nella bottega del Pittore di Atene 894 – principale laboratorio attico del tardo geometrico II. La sua firma ci è giunta, frammentaria e illeggibile, su una placca votiva dipinta. Il nome convenzionale adottato deriva dalla zona dell'Attica dove fu trovata un'hydria del 710 a.C. a lui attribuita (Atene, Museo archeologico nazionale 313).

## Stile

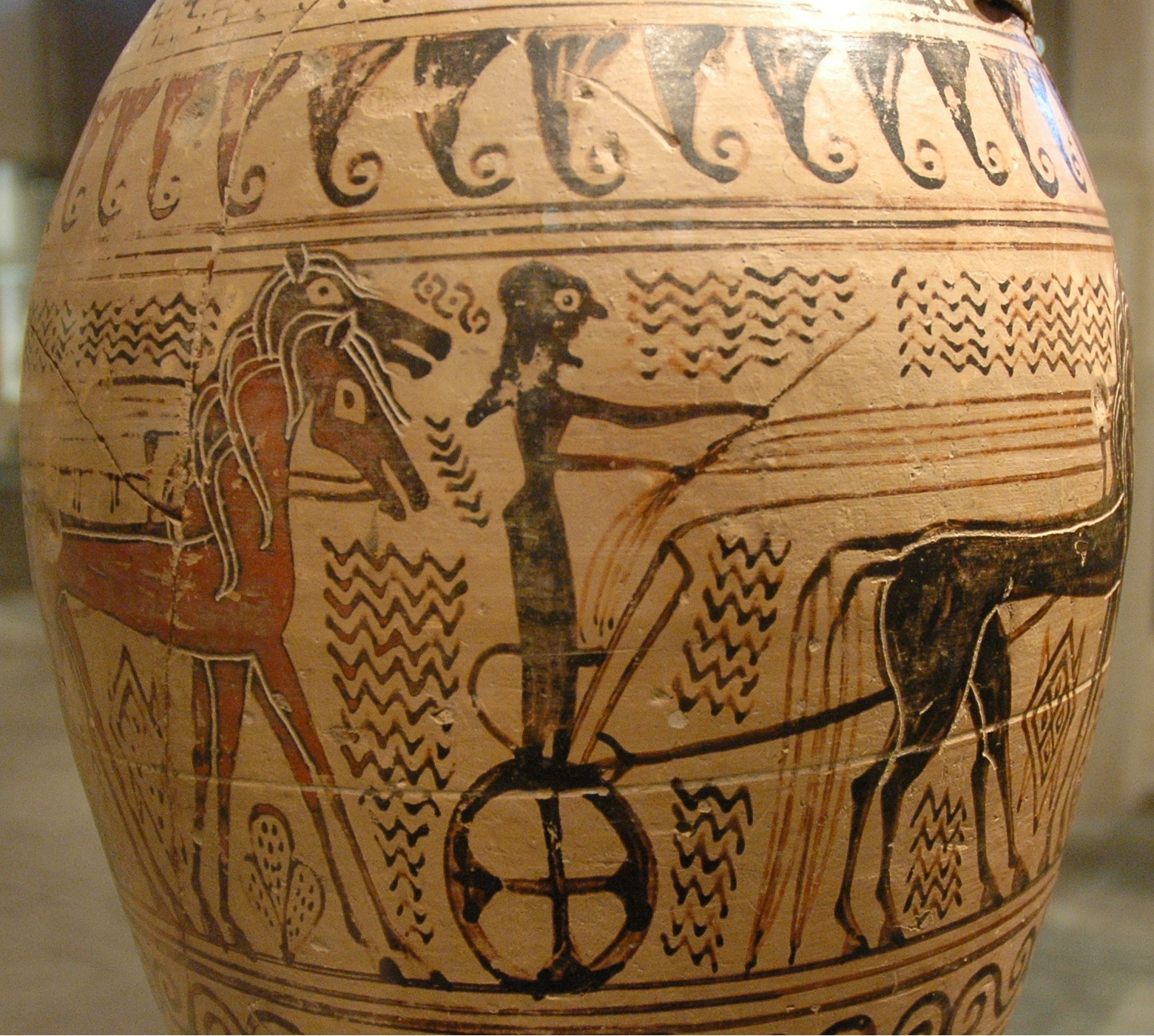
Loutrophoros del Pittore di Analatos (corpo) Louvre CA2985

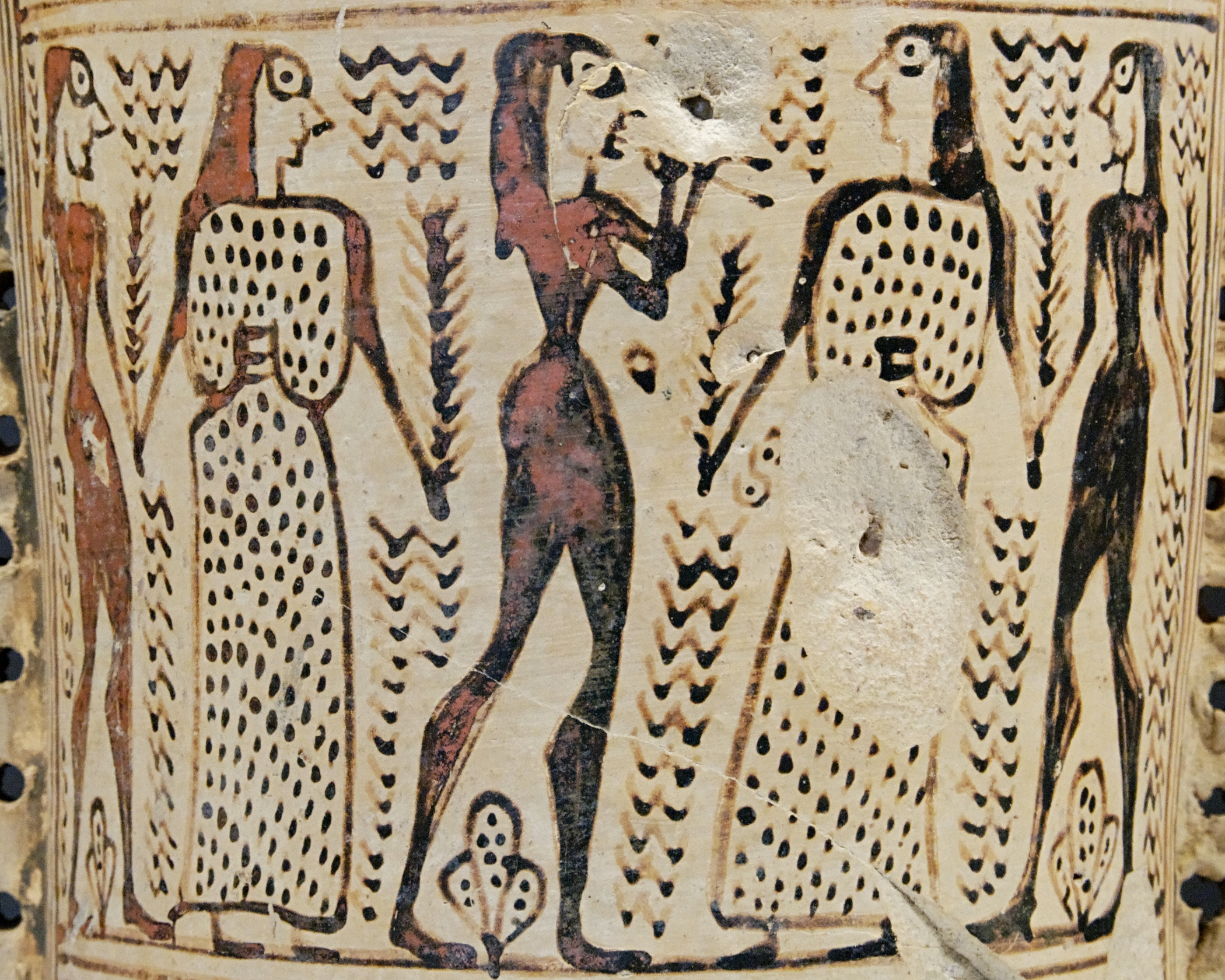
Loutrophoros del Pittore di Analatos (collo) Louvre CA2985

Erede della tradizione figurativa che proveniva dal Maestro del Dipylon e di cui mantiene alcuni schemi rappresentativi come le sfilate di carri o le decorazioni astratte, introduce nella produzione vascolare attica i motivi orientalizzanti provenienti da Corinto come gli animali fantastici e le decorazioni floreali, oltre alla tecnica delle incisioni inventata sempre a Corinto e chiamata tecnica delle figure nere, la quale verrà impiegata stabilmente ad Atene solo qualche decennio più tardi. Malgrado una preferenza per le linee sinuose e per la consistenza corporea quale si può notare nelle figure femminili vestite e nei volti maggiormente particolareggiati, resta ancora forte la tendenza alla paratassi e all'antitesi geometrica. Non sono state identificate narrazioni mitologiche sui vasi a lui attribuiti.
Nel lavoro del Pittore di Analato si distingue una fase tardiva caratterizzata da minore impegno e qualità; un frammento di vaso con la raffigurazione di una sfinge, attribuibile alla sua bottega per la presenza di elementi stilistici ricorrenti (e.g. il trifoglio con riempimento puntinato), dimostra che la sua attività aveva potuto recepire gli influssi del nascente stile bianco e nero.

## Opere attribuite

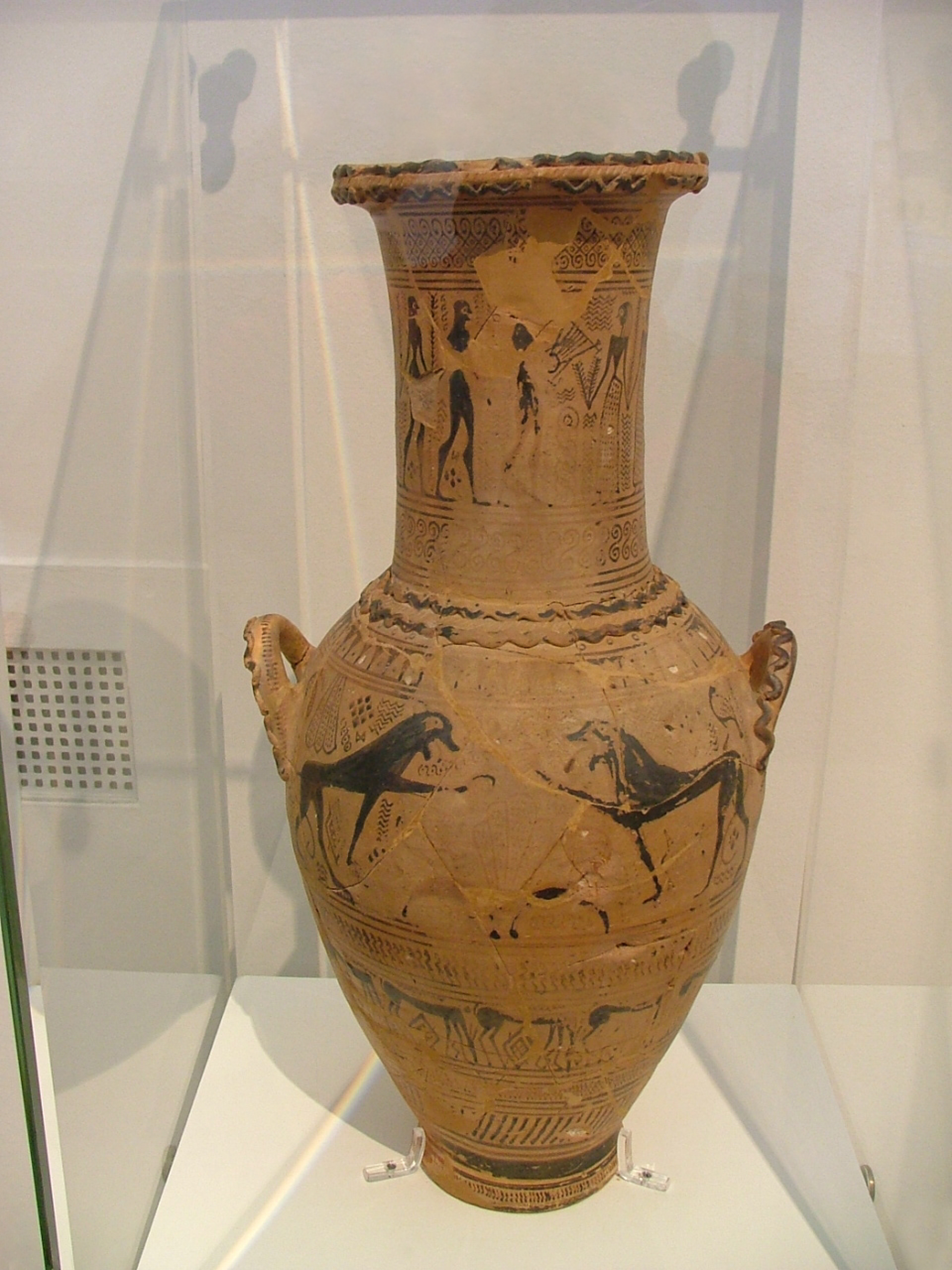
Hydria protoattica, (710 a.C.), h 80 cm. Atene, Museo archeologico nazionale 313

- Hydria protoattica, (710 a.C.), h 80 cm. Atene, Museo archeologico nazionale 313[6]

La parte inferiore del vaso è ancora geometrica mentre quella superiore mostra una maggiore evoluzione delle forme. Soprattutto le figure sul collo evidenziano lo sviluppo della figura dal geometrico in modo indipendente dalle influenze orientalizzanti.
- Loutrophoros protoattico (circa 690 a.C.), Parigi, Musée du Louvre CA 2985[8][9]
- Cratere protoattico (circa 690 a.C.), Munich, Antikensammlungen, 6077[10]

Questo cratere mostra la direzione intrapresa dal Pittore di Analato e allo stesso tempo quella della nuova ceramica protoattica. Lo stile geometrico è ormai lontano e le differenze con la ceramica protocorinzia si fanno ancora più marcate. Le figure occupano uno spazio maggiore e sono dotate di una struttura maggiormente organica, la composizione è più libera.
- Anfora protoattica (circa 725-675 a.C.), Oxford, Ashmolean Museum 1935.19[11]
- Hydria protoattica, Bochum, Ruhr Universitat, Kunstsammlungen S1067[12]